# Galleria La Tartaruga
Cet article concerne la galerie d’art. Pour la maison d’édition, voir La Tartaruga.
La Galerie La Tartaruga est une galerie d'art fondée par Plinio De Martiis et son épouse Ninnì Pirandello en février 1954 à Rome, dans la via del Babuino, 196, et inaugurée avec une exposition de lithographies de Daumier. 

## Historique
C'était un lieu de rencontre pour les artistes, les écrivains, les critiques, les marchands d'art et des intellectuels de tous les coins du monde, un important lieu d'échange d'idées et de culture, en particulier entre les années 1950 et les années 1970.  C'était la première galerie à introduire dans la capitale, au début des années 1960, l'art contemporain américain. 
Toujours au début de la décennie, la galerie a déménagé à la Piazza del Popolo, où elle est devenue un lieu de rencontre pour un groupe de jeunes artistes, dénommé plus tard l'École de la Piazza del Popolo. En 1968, Giosetta Fioroni, inaugure le Théâtre des expositions, une série d'expositions de la galerie en une sorte de laboratoire permanent pour l'expérimentation d'un rapport différent entre le public et l'art, en conformité avec les nouvelles formes créatives qui ont été développées dans les mêmes années. Au cours des années 1970, après la disparition de l'épouse et collaboratrice de Plinio De Martiis, Ninnì Pirandello, s'ensuit une pause de deux ans dans l'activité de la galerie (1972-1973). A la réouverture, la galerie se consacre essentiellement au théâtre, au cinéma, à la musique et à la poésie visuelle.
À la fin des années 1970, La Tartaruga est devenue le point de référence pour le groupe d'artistes les Six peintres dénommés par la suite les Anachronistes (Piruca, Abate, Di Stasio, Marrone, Panarello, Pizzi Cannella), auxquels s'ajoutèrent ensuite Ligas, Bulzatti et Gandolfi, jusqu'à la fermeture de la galerie en 1984. L'activité de Plinio de Martiis s'est poursuivie dans l'édition et en tant que commissaire d'expositions jusqu'en 1995, lors de l'inauguration à Castelluccio di Pienza d'un nouveau lieu d'exposition. Les archives de la galerie sont conservées aux Archives d'État à Latina. Elles ont été déclarées, en août 2003, « de remarquable intérêt historique » par le surintendant des services d'archives de la région du Latium.